# Rajd Polski 1960
20. Rajd Polski (oficjalnie XX Rajd Polski) był rozgrywany w dniach 8–12 września 1960 roku. Był on 10 rundą Rajdowych Mistrzostw Europy  w roku 1960 i zarazem czwartą eliminacją Rajdowych Samochodowych Mistrzostw Polski w roku 1960. Oprócz odcinków specjalnych rozegrano – próbę górską, wyścig na dawnym lotnisku Rakowice w Krakowie i próbę regularności. Komandorem rajdu był J. Czopek.
Lista odcinków specjalnych:
– 9 września 1960
- OS1	Targanica-Kocierz	8,00 km
- OS1	SG2 Wisła-Kubalonka	3,50 km
- OS2	Kubalonka-Malinka	3,10 km
- OS3	Jodłownik-Srebrna Góra	15,50 km
- OS4	Kudowa-Karłów	7,00 km
- OS5	Karłów-Radków	11,00 km
- OS6	Jugów-Kamionki	12,00 km
- OS7	Rościszów-Walim	8,50 km
- OS8	Ojców-Biały Kościół	4,00 km
- OS9	Żegocina-Młynne	7,00 km
- OS10 Dąbrowa-Kobyle Gródek	11,00 km
- OS10 Próba hamowania Zakopane

– 10 września 1960
- OS10 Sreg:Nowy Targ-Lubień-Mszana dl.-Limanowa-Biczyce-Krościeńko
- OS11 Biczyce-Wysokie	9,80 km

– 11 września 1960	
- OS12 SP1 Speed test Airport Kraków-Rakowice

## Klasyfikacja generalna[3]
| Miejsce | Kierowca          | Pilot             | Samochód            | Punkty |
| ------- | ----------------- | ----------------- | ------------------- | ------ |
| 1       | Walter Schock     | Rolf Moll         | Mercedes-Benz 220SE | 155,65 |
| 2       | Carl-Otto Bremer  | Juhani Lampi      | Saab 96             | 185,4  |
| 3       | Kurt Otto         | Hermann Hanf      | Wartburg 311        | 223,25 |
| 4       | Günther Rüttinger | Paul Thiel        | Wartburg 311        | 236,2  |
| 5       | Rene Trautmann    | Jean-Claude Ogier | Citroen ID 19       | 241,5  |
| 6       | Zdenek Mraz       | Vojtech Rieger    | Skoda Octavia       | 242,95 |
| 7       | Kurt Rüdiger      | Willy Wöllner     | Wartburg 311        | 250,0  |
| 8       | Jaroslav Pavelka  | Ivan Micik        | Tatra 603           | 263,0  |
| 9       | Alois Mark        | Lubomir Rek       | Tatra 603           | 264,15 |
| 10      | Sobiesław Zasada  | Ewa Zasada        | Simca Aronde        | 271,2  |

## Wyniki końcoweRSMP[4][5]
| Miejsce | Kierowca          | Pilot               | Samochód                   | Klasa      |
| ------- | ----------------- | ------------------- | -------------------------- | ---------- |
| 1       | Sobiesław Zasada  | Ewa Zasada          | Simca Aronde P60           | A VII+VIII |
| 2       | Antoni Weiner     | Władysław Helis     | Simca Aronde P60           | A VII+VIII |
| 3       | Barbara Wojtowicz | Adam Wędrychowski   | NSU Prinz                  | A II-IV    |
| 4       | Andrzej Żymirski  | Jerzy Zaczeniuk     | DKW Junior                 | A V        |
| 5       | Grzegorz Timoszek | Longin Bielak       | Simca Aronde P60 Montlhéry | A VII+VIII |
| 6       | Stanisław Wierzba | Jerzy Lenartowicz   | FSO Syrena 101             | A V        |
| 7       | Marian Zatoń      | Tadeusz Truchel     | FSO Syrena 101             | A V        |
| 8       | Marek Varisella   | Wiesław Trojanowski | FSO Syrena 101             | A V        |
| 9       | Zbigniew Sucharda | Jerzy Miniewski     | Renault Dauphine           | A V        |
| 10      | Jerzy Dobrzański  | Andrzej Łobodziński | Fiat 600                   | A II-IV    |